# 秋元征紘

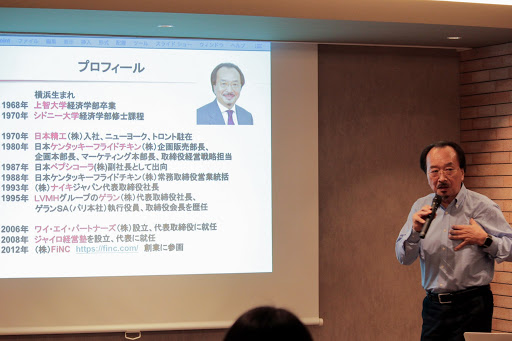
秋元征紘・イベント会場

秋元 征紘（あきもと ゆきひろ、1944年〈昭和19年〉 - ）は、日本の実業家、作家。ワイ・エイ・パートナーズ（株）代表取締役、ジャイロ経営塾代表。株式会社ナイキジャパン元代表取締役社長。ゲラン株式会社元取締役会長・代表取締役社長。上智大学経済学部卒業、シドニー大学経済学部修士課程。神奈川県横浜市出身。
著書に「金の社員・銀の社員・銅の社員」「こうして私は外資4社のトップになった」「『ジャイロ経営』が社員のやる気に火をつける?パッション・カンパニー」がある。

## 概要
1944年（昭和19年）神奈川県横浜市生まれ。上智大学経済学部を卒業、シドニー大学経済学部修士課程を修める。
1970年（昭和45年）日本精工（株）入社、2年後にニューヨークに3年駐在、トロントに5年駐在。トロントでは現地法人の販売会社のナンバー2になった。その後、日本ケンタッキーフライドチキン（株）（日本KFC）マーケティング本部長、日本ペプシ・コーラ副社長、日本KFＣ常務取締役、（株）ナイキジャパン代表取締役社長、LVMHグループのゲラン（株）代表取締役社長、取締役会長、ゲランSA(パリ本社)執行役員を歴任と、欧米企業日本法人のトップマネジメントを歴任する。
2006年（平成18年）ワイ・エイ・パートナーズ（株）設立、代表取締役に就任。
2008年（平成20年）ジャイロ経営塾を設立。ベンチャー企業支援、戦略経営コンサルティング、大企業向けのグローバル人材研修およびマネジメント研修のプログラムデザイン・実施、数社の社外取締役・顧問等を務めるほか、執筆・講演等を精力的に展開。
子供地球基金の理事、六本木男声合唱団倶楽部の団員・幹事、裏千家茶道教室「茶美の会」の門下生など、広範囲な活動を行っている。

## 現在の肩書き
社外取締役
- レナ・ジャポン・インステイチュート株式会社[3]
- 株式会社FiNC Technologies[4]
- 株式会社ホワイトプラス[5]
- 株式会社イー・ロジット[6]

顧問・アドバイザー
- CREWW株式会社[7]
- 株式会社スパイスアップ・ジャパン[8]
- 株式会社エアーウィーブ[8]
- 有限会社アッソインターナショナル[8]
- 株式会社アクアバンク[8]
- 株式会社タカハタ電子[8]
- 株式会社ジェーシーコムサ[8]
- 合同会社warabee [9]

その他の活動
- 子供地球基金 理事[10]
- 六本木男声合唱団倶楽部 団員・幹事[11]

## 経歴
- 1944年（昭和19年）：神奈川県横浜市生まれ[12]
- 1963年（昭和38年）：神奈川県立横浜翠嵐高等学校 卒業[12]
- 1968年（昭和43年）：上智大学経済学部経済学科 卒業[12]
- 1970年（昭和45年）：シドニー大学経済学部修士課程修了[12]
- 1970年（昭和45年）：日本精工（株）入社、メルボルン、ニューヨーク、トロント駐在[12]
- 1980年（昭和55年）：日本ケンタッキーフライドチキン（株）にて企画販売部長、企画本部長、マーケティング本部長、取締役　経営戦略担当を歴任[12]
- 1987年（昭和62年）：日本ペプシコーラ(株) 副社長として出向[12]
- 1988年（昭和63年）：日本ケンタッキーフライドチキン（株） 常務取締役　営業統括に就任[12]
- 1993年（平成5年）：（株）ナイキジャパン 代表取締役社長に就任[12]
- 1995年（平成7年）：ＬＶＭＨグループのゲラン（株） 代表取締役社長、取締役会長、ゲランSA(パリ本社)執行役員を歴任[12]
- 2006年（平成18年）：ワイ・エイ・パートナーズ（株）設立 代表取締役に就任[12]
- 2008年（平成20年）：ジャイロ経営塾を設立 代表に就任[13][12][14]

## 人物
生い立ち
- 主計将校だった父親は29歳でフィリピンで戦死。その体験から人より“achievement（達成、完遂）”しなくてはいけない、普通の人より努力しないと無理という意識が強かった[2]。

学生時代
- 上智大学に入学した1964年は東京オリンピックの年で、ドイツチームの選手達を、閉会式後の新宿御苑で開かれたパーティー会場までバスで案内する車中で、スポンサー企業からの労いのコメントを英語でスピーチアルバイトをした。同世代の外国人選手たちと交流を重ねるうちに「絶対、これからは世界だ」と直感的に感じた[15]。
- 1965年にオーストラリアへ交換学生をする。費用がなかった秋元は3ヶ月間で100社以上の会社を回り、寄付金を集めることに成功[15]。
- 上智大学卒業後、1968年2月から日豪経済委員会の奨学金でオーストラリアへ行き、シドニー大学の大学院で2年間勉強、経済学部で修士課程をとった[2]。

倒産・失敗～ケンタッキーフライドチキン本部長時代
- 過去に先輩が始めたベンチャー企業に参画したが、連帯保証で横浜の600坪の土地と家3軒を失い大失敗した。その後、ケンタッキーフライドチキン田園調布店でアルバイトを経て、ケンタッキーやペプシ・コーラでマネジメント体験を経た。その体験がナイキ・ジャパンの社長やゲランの社長に役立ったという[15][2]。
- 32歳のときに参画したベンチャー企業が倒産。たまたま大学時代のゼミの先輩の大河原毅が日本ケンタッキーフライドチキンの副社長していた。「お前そのままでは、飯が食えないだろ」と声をかけてもらい時給600円の田園調布店でアルバイトをはじめたという。1ヵ月、アルバイトを経て、副社長と社長の面接。英語が得意だった秋元は企画販売部長、マーケティング本部長と仕事を行い大きなチャンスを得た[15]。
- ケンタッキーフライドチキンでアルバイトから企画販売部長に昇進後に1年間で、焼き鳥の居酒屋チェーン「一番どり」（コンセプトからロゴ作成まで全て手掛ける）、百貨店でチェーン展開する「京鳥（みやこどり）」（日本で一番価格の高い焼き鳥のテイクアウトをコンセプト）を実現[2]。

ペプシコーラ副社長時代
- オーストラリアの留学生時代の先輩から「日本のペプシコーラの副社長をやらないか」と電話があり決断[2]。

ナイキ社長時代
- ナイキにはヘッドハンティングされる。実は2年前に別のシューズ会社から声がかかったが「スポーツシューズをやるんだったら、ナイキだな」と思って断わる。その記憶が即決につながった[2]。
- （株）ナイキジャパン 代表取締役社長に就任したとき「Just Do It」のフレーズを日本語コピーと併用しようと考えたが、アメリカから来た部下に猛反対される。その部下は創業者のフィル・ナイトに相談して、秋元は本社のあるオレゴン州まで呼び出されて「絶対に翻訳するな」と厳命され、「Just Do It」のフレーズ一本化を決めた[16][17]。

LVMHグループ・ゲラン社長時代
- 当時社長の話が6つ来ていた。LVMHの人事トップのマダム・ランショーとゲラン社長と東京で会う。殺し文句として「あなた、パリ好き？」って聞かれて「好きだ」と返事すると間髪なく、「あなたはもう50歳でしょう。50歳になったらね、こういうところがいいわよ。わたしもカーネギーメロン大学に行って、インテルに行った。でもアメリカ人と仕事するのって疲れるでしょう。あなたは日本人だからこういう文化はわかるでしょう」と説得されて決断した[2]。

ジャイロ経営塾 創設
- 溝口勇児（FiNC代表取締役社長CEO）はジャイロ経営塾の元塾生。24才頃に門を叩いて年上のメンバー相手に毎回違うテーマに沿って学び、ディベートするうちに面白さを覚えて起業したいと思った[18][19]。

## 著書
- 『「ジャイロ経営」が社員のやる気 に火をつける - パッション・カンパニー』（ファーストプレス　2008年11月5日）　ISBN 978-4-904336-18-2
- 『こうして私は外資4社のトップになった』（東洋経済新報社　2009年2月1日）　ISBN 978-4-492-55633-7
- 『一流の人たちがやっているシンプルな習慣』（フォレスト出版、2010年5月7日） ISBN 978-4894513969
- 『なぜ今、シュンペーターなのか-ドラッカーに継承され、ジョブズが実践した「企業家ビジョン」』[20] （クロスメディア・パブリッシング、2015年10月1日） ISBN 978-4844374367
- 『ビジョナリー・マネージャー: 企業家のように考え、行動し新たな未来をつくる』 （クロスメディア・パブリッシング、2017年6月19日） ISBN 978-4295400936

### 共著
- 『新・リーダーの条件―新しい世界を築く人々のために』（上智大学出版、2006年5月1日） ISBN 978-4324076811
- 『金の社員、銀の社員、銅の社員―自分をマネジメントする方法』（文藝春秋新書、2012年2月20日） ISBN 978-4166608478